# Colubraria reticosa
Colubraria reticosa is een slakkensoort uit de familie van de Colubrariidae. De wetenschappelijke naam van de soort is voor het eerst geldig gepubliceerd in 1870 door A. Adams.